# Liceo scientifico statale Galileo Galilei (Macerata)
Il liceo scientifico statale Galileo Galilei è un liceo scientifico di Macerata. Istituito nel 1923 in seguito alla riforma Gentile, è la prima scuola del suo genere nelle Marche.
Il liceo è intitolato allo scienziato Galileo Galilei.

## Storia
Il liceo nacque come Regio liceo scientifico di Macerata nel 1923 con la Riforma Gentile che modificava il piano di studi di questa tipologia di istituti, ed iniziò l'attività didattica il 1º ottobre dello stesso anno.